# 灰头柳莺
灰头柳莺（学名：Phylloscopus xanthoschistos）为雀形目柳莺属的一种鸟类。该物种的模式产地在尼泊尔。分布于西藏南部与东南部、巴基斯坦、印度北部、不丹、尼泊尔和缅甸西部北部。
灰头柳莺曾一度被归类于鹟莺属，被命名为灰头鹟莺（Seicercus xanthoschistos）。21世纪初，针对其基因序列的一些研究表明，该物种更接近柳莺属。因此，灰头鹟莺被重新修订为柳莺属的灰头柳莺。

## 亚种
灰头柳莺共有四个亚种，其中P.x.xanthoschistos与P.x.flavogularis可见于中国。
- 灰头柳莺指名亚种（学名：Phylloscopus xanthoschistos xanthoschistos）。在中国大陆，分布于西藏等地。该物种的模式产地在尼泊尔。[4]